# Juan Carlos Villamayor
Juan Carlos Villamayor Medina (* 5. März 1969 in Caaguazú) ist ein ehemaliger paraguayischer Fußballspieler.

## Karriere

### Verein
Villamayor begann seine Karriere bei Club Cerro Porteño. Danach spielte er bei Corinthians São Paulo, Avispa Fukuoka, AA Ponte Preta, Rayo Vallecano, Chacarita Juniors und Club Sport Colombia. 2006 beendete er seine Spielerkarriere.

### Nationalmannschaft
Im Jahr 1993 debütierte Villamayor für die paraguayische Fußballnationalmannschaft. Er wurde in den Kader der Copa América 1993, 1995 und 1997 berufen. Er hat insgesamt 18 Länderspiele für Paraguay bestritten.